# Tipón

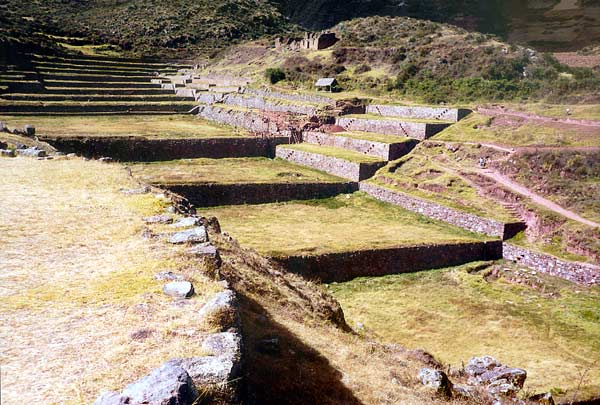
Terrasser vid Tipón

Tipón är en konstruktion från Inkariket, belägen i närheten av Oropesa i Choquepata, ungefär 27 km sydost om Cusco, i Peru. Den består av reservoarer, terrasser och ett intakt bevattningssystem.
Anläggningen ligger med väganslutning från landsvägen mellan Cusco-Puno. Ett stycke ovanför anläggningen går en av vägarna i Camino del Inca (Inkafolkets huvudvägnät), längs en av bevattningskanalerna.
Tipón är upptagen som en av de 16 viktigaste arkeologiska platserna för turisterna att besöka i området.